# The Big Issue
The Big Issue è un giornale di strada edito in otto nazioni, scritto da giornalisti professionisti e venduto da persone senza fissa dimora. 
Fondato da John Bird e Gordon Roddick nel settembre 1991, è una delle maggiori società cooperative di interesse collettivo nel Regno Unito. La sua ragione d'essere è offrire ai senzatetto l'opportunità di guadagnare un salario legittimo e aiutarli nel contempo a reintegrarli nella società. È anche il giornale di strada più diffuso al mondo.

## Nella cultura di massa
Il Big Issue viene citato nella canzone Supersonic, singolo di debutto della nota band Oasis.